# Viagens Interplanetarias
Viagens Interplanetarias je cyklus povídek, novel a románů z budoucnosti, který napsal americký spisovatel Lyon Sprague de Camp. Vznikal ve dvou obdobích, první části v letech 1949–1958, zbytek v letech 1977–1992.
Cyklus se odehrává ve 21. a 22. století v době, kdy se po třetí světové válce stala dominantní velmocí na Zemi Brazílie, protože Sovětský svaz byl zničen a Spojené státy americké značně oslabeny. Brazílie ovládá i kosmické cestování pomocí vládní agentury Viagens Interplanetarias (portugalsky Meziplanetární cesty).

## Hvězdné systémy a planety
Jde vlastně o space operu, odehrávající se v několika planetárních soustavách různých hvězd: Slunce, Procyon, Tau Ceti, Lalande 21185 a Epsilon Eridani. Planety těchto hvězd se jmenují podle pozemských božstev, skutečné místní názvy jsou zmíněny jen zřídka. Pojmenování v každém planetárním systému se řídí podle jiného panteonu: Procyon podle egyptského, Tau Ceti podle hinduistického, Lalande 21185 podle perského a Epsilon Eridani podle mezomaerického a severského. 
Kolem Procyonu tak obíhají planety Osiris, Isis a Thoth, kolem Tau Ceti planety Krišna, Višnu a Ganeša, Ormuzd je planetou v systému hvězdy Lalande 21185 a Kukulkan obíhá kolem Epsilon Eridani. Z naší sluneční soustavy je kromě Země ještě jmenován Mars, který je charakterizován jako suchá planeta s řídkou atmosférou a jeho obyvatelé jsou popisování jako menší, hmyzu podobné bytosti. Na Marsu se ale žádný konkrétní příběh cyklu neodehrává, bývá pouze zmiňován. Podobně je jmenováno několik dalších planet, například Thor v systému Epsilon Eridani. Na všech zmíněných planetách existuje inteligentní život.
Cestování mezi slunečními systémy však není nikterak jednoduché. Uplatňuje se při něm dilatace času, popsaná v Einsteinově teorii relativity, takže cesta subjektivně trvá několik měsíců, zatímco v objektivním čase mnoho let. Proto kosmické lety přitahují především různé nezakořeněné členy společnosti, jako jsou dobrodruzi, průzkumníci, podnikatelé, utopičtí idealisté a také diplomaté. Relativní izolace každého hvězdného systému od ostatních rovněž účinně brání vzniku mezihvězdných válek. Vztahy mezi jednotlivými civilizacemi řídí Meziplanetární rada. 
Hlavními a technologicky nejpokročilejšími druhy v popisovaném vesmíru jsou pozemšťané a dinosaurům podobní obyvatelé planety Osiris. Pozemšťané založili kolonie na planetách Thor a Kukulkan v systému Epsilon Eridani, což vede ke třenicím s místními domorodci. Planeta Krišna, na které se odehrává většina příběhů cyklu, obíhá Tau Ceti, je podobná Zemi a je obývána humanoidy, jejichž feudální civilizace je v předtechnickém stádiu a je chráněna před vlivem vyspělé pozemské technologie. Ve stejném hvězdném systému jako Krišna je umístěna planeta Višnu. Je to je tropický svět obývaný dvěma různými inteligentními druhy na nízké civilizační úrovni, lidoopy a kentaurům podobnými bytostmi.

## Povídky, novely a romány cyklu
Cyklus nebyl nikdy vydán v celku. Povídky byly nejprve publikovány v různých pulpových magazínech a knižně vyšly převážně ve sbírkách z roku 1953 The Continent Makers and Other Tales of the Viagens a Sprague de Camp's New Anthology of Science Fiction.
Následující seznam je seřazen podle planet, kde se jednotlivé příběhy odehrávají. 

### Země
- The Colorful Character (1949), povídka se odehrává roku 2117 a vypráví o snaze zmařit spiknutí dobrodruha z Krišny, který chce na Krišnu unést pozemského vědce a s jeho pomocí zlomit technologickou blokádu planety.
- The Inspector's Teeth (1950), povídka se odehrává v letech 2054 až 2088 a líčí, jak byla vytvořena Meziplanetární rada.
- The Continent Makers (1951), novela se odehrává roku 2153 a pojednává o snaze amorálních a anarchistických domorodců z planety Thoth vytvořit na Zemi svou kolonii.

### Krišna
Planeta Krišna v systému hvězdy Tau Ceti je obývána impulzivními humanoidy, žijícími ve feudálním zřízení. Je sušší než Země, nemá kontinenty a oceány v pravém slova smyslu, ale celý její povrch je poset moři a jezery. Díky tomu jsou na planetě široké pouštní a stepní oblasti, obývané kočovníky, kteří pravidelně ničí svými útoky jednotlivé státy a státečky v usedlejších oblastech. Proto se také civilizace na Krišně příliš technicky nerozvíjí, protože musí neustále čelit nejrůznějším katastrofám, při kterých jsou zničeny i celé říše. Situaci ještě více komplikuje přítomnost pozemšťanů s jejich špičkovou technologií, protože domorodci se přes technologickou blokádu snaží vytvářet své vlastní stroje, což vede k podkopávání nejen vlastních zvyků, ale i vládních institucí.
Tato část cyklu se skládá ze čtyř povídek a sedmi románů:
- Finished (1949, Skončeno), povídka, jejímž obsahem je příběh pašování odborné pozemské technické literatury na planetu Krišna. První část povídky se odehrává roku 2114, druhá roku 2140 po návratu kosmické výpravy ze Země. Mezi jednotlivými částmi povídky se odehrává pozemská povídka The Colorful Character.
- Cosmic Manhunt (Vesmírná štvanice), povídka, časopisecky 1949, knižně 1954 jako A Planet Called Krishna (Planeta zvaná Krišna). Roku 1977 se společně s povídkou Perpetual Motion (1960, Perpetuum mobile) stala součástí románu názvem The Queen of Zamba Královna Zamby).
- Perpetual Motion (1950, Perpetum mobile), povídka vydaná časopisecky pod názvem Wide-Open Planet, roku 1977 se stala součástí románu The Queen of Zamba (Královna Zamby).
- Getaway on Krishna (1951, Útěk na Krišně), roku 1953 jako Calories (Kalorie). Povídka se odehrává asi v roce 2139 v polární oblasti planety a vypráví o stíhání dvou pozemšťanů kohortou fanatických vojáků z jedné krišnanské teokracie. Stíhání musí být nakonec zastaveno, protože vojáci jsou z náboženských důvodů vegetariáni a nejsou schopni v cestě pokračovat, zatímco pozemšťanům to díky zásobám sušeného masa nevadí.
- The Queen of Zamba (Královna Zamby), román, časopisecky 1949 jako Cosmic Manhunt (Vesmírná štvanice), knižně 1954 jako A Planet Called Krishna (Planeta zvaná Krišna) a roku 1977 společně s novelou Perpetual Motion (1960, Perpetuum mobile) pod názvem The Queen of Zamba. Pozemský soukromý detektiv Hasselborg je roku 2137 najat syrským obchodníkem, aby našel jeho dceru Julnar Batruni, která utekla s dobrodruhem Anthonym Fallonem na planetu Krišna. Protože Krišnané nemají pozemšťany příliš v lásce, maskuje se Hasselborg při pátrání za domorodce. Netuší, že se přitom zaplete do meziplanetárních intrik, špionáže a pašování zbraní.
- The Hand of Zei (1982, Ruka Zeina), román, nejprve časopisecky v letech 1950–1951 ve dvou částech jako The Search for Zei a The Hand of Zei'. Příběh se odehrává v letech 2143–2144. Dick Barnevelt je pověřen úkolem nalézt na planetě Krišna šéfa své firmy, Igora Shtaina. Netuší však, do jak nebezpečného víru událostí se přitom dostane a že mnohokrát jen o vlásek unikne smrti. Proti své vůli se musí postavit do čela spojených království, aby zničil nebezpečné piráty ze Sunqaru, kteří unesli princeznu Zei. do které se zamiluje.
- The Hostage of Zir (1977, Rukojmí Ziru), román odehrávající se asi roku 2148. Ve středisku Pozemšťanů v Novorecife se objevuje první skupina turistů. Jde o tucet klientů cestovní kanceláře Kouzelný koberec s průvodcem Fergusem Reithem, který se na tuto výpravu dostal spíše omylem, a je z toho dosti nešťastný, protože turisté působí od začátku jen potíže. V Ziru je dokonce zajat a od turistů oddělen. Když se mu podaří dostat se zpátky do Novorecife, zjistí, že turisté se již vrátili a většina z nich opustila planetu.
- The Tower of Zanid (1983, Věže Zanidu), román vytvořený ze dvou dříve časopisecky vydaných novel The Virgin of Zesh (1953, Zešská panna) a The Tower of Zanid (1958, Věže Zanidu). Příběh je z roku 2168 a objevuje se zde opět Anthony Fallon, který se snaží najít několik zmizelých pozemských vědců a pomáhá archeologům proniknout do tajemství zakázaného chrámu.
- The Prisoner of Zhamanak (1982, Vězeň Zhamanaku), román odehrávající se asi roku 2149, líčí snahu o osvobození půvabné, ale poněkud tvrdohlavé a prostořeké pozemské vědkyně Alicie Dyckmanové, unesené domorodci za účelem studia lidských zvyků a chování. Alicia se na konci příběhu zaplete s Fergusem Reithem.
- The Bones of Zora (1983, Kosti Zory), román napsaný společně s Catherine Crook de Camp. Příběh z roku 2151, ve kterém opět vystupuje Fergus Reith a Alicia Dyckman, kteří jsou rozvedeni po katastrofálním manželství. Každý z nich doprovází jinou paleontologickou výpravu, která se snaží na horním toku řeky Zory najít důkazy pro svou teorii ohledně evoluční minulosti Krišny. Paleontolog, kterého doprovází Alicia, je tak fanatický, že se snaží zničit důkaz, který podporuje konkurenční teorii. Alicia lituje rozchodu s Fergusem, ale ten si ji nechce opět vzít, proto Alicia opouští Krišnu
- The Swords of Zinjaban (1991, Meče Zinjabanu), román napsaný společně s Catherine Crook de Camp. Příběh je z roku 2171 a opět se v něm setkají Fergus Reith a Alicia Dyckman. Alicia prošla na Zemi psychoterapií, která změnila její nepřizpůsobivou osobnost. Fergus má dospívajícího syna z dalšího manželství (Další Fergusova manželka však zemřela). Alicia přiletěla na Krišnu jako zástupce pozemské společnosti, která chce na planetě natočit film, a Fergus s ní začne spolupracovat. Nejprve pomáhá nalézt vhodné lokality a pak působí jako poradce. S filmem je spojeno mnoho problémů, Alicia je dokonce unesena. Na konci příběhu se Fergus a Alicia opet vezmou.

### Višnu
- The Animal-Cracker Plot (1949), povídka odehrávající se roku 2120 na planetě Višnu ve stejném hvězdném systému jako je Krišna. Višnu je tropický svět obývaný dvěma různými inteligentními druhy na nízké civilizační úrovni, lidoopy a kentaurům podobnými bytostmi, kteří jsou ve vzájemném přátelském vztahu.
- The Galton Whistle (1951, Galtonova píšťalka), povídka se odehrává roku 2117 a vypráví o snaze zabránit šílenci, který se vydává za boha, vytvořit si osobní říši mezi primitivními, kentaurům podobnými domorodci, a stát se císařem.

### Osiris
- Summer Wear (1950, Letní oblečení), povídka odehrávající se v letech 2104–2128 vypráví o komerční vesmírné cestě ze Země na Osiris a zpět. Na Osiris se představitelé dvou soupeřících obchodních společností s oděvy snaží oblečení prodat domorodým ještěrům, kteří žádné šatstvo nenosí. Po návratu na Zem zjistí, že jejich společnosti se mezitím zhroutily.
- Git Along! (1950), povídka odehrávající se v letech 2135–2148 a vyprávějící o neúspěšné snaze založit na planetě Osiris pozemský turistický ranč.

### Ormuzd
- Rogue Queen (1951), román odehrávající se na planetě v systému hvězdy Lalande 21185, která je obývána matriarchální společností humanoidů, organizovanou na principu úlu jako u pozemských včel či mravenců. Tato společnost je neúmyslně, ale nevyhnutelně narušena a transformována příchodem pozemšťanů. Jde o jeden z prvních sci-fi románů, zabývajících se sexuálním tématem.[6]

### Kukulkan
- The Stones of Nomuru (1958, Kameny z Nomuru), román napsaný společně s Catherine Crook de Camp. V románu se pozemský archeolog Keith Salazar, zabývající se vykopávkami v starodávném kukulkanském městě Nomuru, snaží chránit domorodé obyvatele planety před vykořisťováním. Jde o vysoce čestné inteligentní ještěry, jejichž ne příliš rozvinutá technologie skončila zatím na úrovni bodných a sečnách zbraní a parních motorových vozidel. Pozemšťané založili na planetě kolonii a nemají s domorodci příliš přátelský vztah a sanží se je využívat ke svým cílům.[7]
- The Venom Trees of Sunga (1992, Jedovaté stromy ze Sungy), román, volné pokračování Kamenů z Nomuru. Hlavní postavou je syn Keitha Salazara biolog Kirk, zkoumající příbuzný druh inteligentních domorodců, jehož domovem jsou jedovaté stromy na vzdáleném ostrově Sunga.[8]

## Česká vydání
Česky vyšla z celého cyklu pouze jedna povídka a prvních pět románů ze série Planeta Krišna:
- Královna Zamby, Mustang, Plzeň 1996, přeložila Dana Chodilová.
- Ruka Zeina, Mustang, Plzeň 1996, přeložila Jarmila Vegrichtová.
- Rukojmí Ziru, Mustang, Plzeň 1996, přeložila Dana Chodilová.
- Věže Zanidu, Mustang, Plzeň 1997, přeložila Jarmila Vegrichtová a Helena Nevřelová.
- Vězeň Zhamanaku, Deus, Praha 1999, přeložila Dana Chodilová.
- Galtonova píšťalka, povídka vyšla v antologii Staré dobré kusy, Laser, Plzeň 2002, přeložil Jan Pavlík.